# Pile ou Face (film, 1943)
Pour les articles homonymes, voir Pile ou face (homonymie).
Pour plus de détails, voir Fiche technique et Distribution.
Pile ou Face (Mr. Lucky), ou Mister Lucky, ou À tout cœur, est un film américain réalisé par H. C. Potter, sorti en 1943.

## Synopsis
Le propriétaire d'un casino flottant tombe amoureux de la femme qu'il voulait escroquer.

## Fiche technique
- Titre original : Mr. Lucky
- Titre français : Pile ou Face
- Titres alternatifs : Mister Lucky et À tout cœur
- Réalisation : H.C. Potter
- Scénario : Milton Holmes, Adrian Scott, Edmund Joseph, d'après la nouvelle Bundles for Freedom de Milton Holmes
- Direction artistique : Albert S. D'Agostino, Mark-Lee Kirk
- Décors : Claude E. Carpenter, Darrell Silvera
- Costumes : Renié
- Photographie : George Barnes
- Son : Richard Van Hessen
- Montage : Theron Warth
- Musique : Roy Webb
- Production : David Hempstead
- Société de production : RKO
- Société de distribution : RKO
- Pays de production : États-Unis
- Langue originale : anglais
- Format : Noir et blanc - 35 mm - 1,37:1 - Mono (RCA Sound System)
- Genre : comédie romantique
- Durée : 100 minutes
- Dates de sortie : 
  - États-Unis : 28 mai 1943
  - France : 30 avril 1948

## Distribution
- Cary Grant : Joe Adams alias « Le Grec » / Joe Bascopolous
- Laraine Day : Dorothy Bryant
- Henry Stephenson : M. Bryant, le grand-père de Dorothy
- Charles Bickford : Hard Swede
- Alan Carney : « The Crunk »
- Paul Stewart : Zepp
- Gladys Cooper : capitaine Steadman
- Kay Johnson : Mme Ostrander
- Florence Bates : Mme Van Every
- Erford Gage (en) : le chef électricien
- Walter Kingsford : le commissaire Hargraves

Acteurs non crédités
- Edward Fielding : Foster, le majordome de Dorothy
- Emory Parnell : le gardien du quai
- Vladimir Sokoloff : le prêtre grec
- Mary Stuart : une fille